# Gazzetta di Parma
La Gazzetta di Parma, Gazette de Parme en français, est un journal fondé à Parme dont le premier tirage connu date du 19 avril 1735. 

## Historique
Rapportant les nouvelles de toutes les cours européennes et parfois même d’autres continents, la Gazzetta di Parma est imprimée de 1772 à 1779  par le typographe officiel du duché de Parme et Plaisance, Giambattista Bodoni.
Pendant la période napoléonienne, elle cesse d'être publiée une douzaine d'années pour reparaître dans une version bilingue de 1811 à 1814 sous le titre du Giornale del Taro, Parme étant depuis devenue le 111e département français. 
Le 1er janvier 1850, le tirage devient quotidien et le format est élargi. La Gazzetta cesse, dix ans plus tard, d’être l’organe officiel du gouvernement, lors du Risorgimento, mais ce n’est qu’en 1876 qu’elle est privatisée.
En 1928, sous le fascisme, le journal fusionne avec le Corriere Emiliano avant de reprendre, en 1941, son titre de Gazzetta di Parma. En janvier 1948, il passe à la Società Editrice Giornali e Affini et Baldassarre Molossi dirige le journal de 1957 à 1992, avec Mario Colombi Guidotti à la direction du supplément littéraire de 1951 à 1955.
Toujours en activité, c’est le plus vieux titre de presse italien. Quarante rédacteurs y collaborent actuellement.

## Propriétaires successifs
- Avant 1820 le journal appartient aux éditeurs (Rosati, Carmignani) et après une brève période de 1772 à 1796 au gouvernement ducal.
- de 1820 à 1860 appartient à la Tipografia governativa, propriété du gouvernement d’abord ducal puis national.
- 1860 - Gabriele Sacerdoti.
- 1861-1862, 30 septembre - Tipografia del Governo.
- 1862, 1er octobre-1876 - Davide Rabbeno.
- 1876-1883 - Società Editrice della Gazzetta présidée par le sénateur Girolamo Cantelli (1815-1884), ex Ministre de l’intérieur (parmi ses actionnaires, on compte Giuseppe Verdi (1813-1901), il vice-président de la chambre Giuseppe Piroli (1815-1890) et le sénateur Francesco Saverio Bianchi (1827-1906), président du conseil d'état).
- 1884-1928 - Famille Molossi.
- 1928-1943, 24 juillet - Società Anonima Corriere Emiliano.
- 1943, 25 juillet- 8 septembre - Gouvernement Badoglio.
- 1943, septembre-1945, avril - république sociale italienne.
- 1945-1946 - gestion par le comité de libération nationale.
- 1946-1948 - Gestione Stabilimento Grafico Cooperativo.
- depuis 1948 - S.E.G.E.A., Società Editrice Giornali e Affini.

## Diffusion
| Année | Vente  |
| ----- | ------ |
| 2005  | 41 521 |
| 2004  | 42 659 |
| 2003  | 42 738 |
| 2002  | 43 107 |
| 2001  | 44 791 |
| 2000  | 44 722 |
| 1999  | 45 028 |
| 1998  | 45 038 |
| 1997  | 45 357 |
| 1996  | 45 707 |

Données Accertamenti Diffusione Stampa